# Llista de monuments de Sant Vicenç de Montalt
Llista de monuments de Sant Vicenç de Montalt inclosos en l'Inventari del Patrimoni Arquitectònic Català per al municipi de Sant Vicenç de Montalt (Maresme). Inclou els inscrits en el Registre de Béns Culturals d'Interès Nacional (BCIN) amb la classificació de monuments històrics, els Béns Culturals d'Interès Local (BCIL) de caràcter immoble i la resta de béns arquitectònics integrants del patrimoni cultural català.
| Monument                                                | Protecció | Estil/època                                      | Localització                                          | Coordenades                                              | Codi?     | Imatge |
| ------------------------------------------------------- | --------- | ------------------------------------------------ | ----------------------------------------------------- | -------------------------------------------------------- | --------- | --- |
| Can Montalt del Bosch                                   |           | Obra popular XVII                                | Sant Vicenç de Montalt Turó del Montalt               | 41° 35′ 59″ N, 2° 29′ 39″ E / 41.5998°N,2.49422°E        | IPA-8884  | Carregueu una nova foto d'aquest monument |
| Can Bosch, o Can Garcia                                 |           | Obra popular XVIII                               | Sant Vicenç de Montalt Baixada Riera, 4               | 41° 34′ 43″ N, 2° 30′ 28″ E / 41.57868°N,2.5079°E        | IPA-8990  | Can Bosch (Sant Vicenç de Montalt) · Vegeu més fotos d'aquest monument · Carregueu una nova foto d'aquest monument                                |
| Can Xaró                                                |           | Obra popular XVIII                               | Sant Vicenç de Montalt C. Major, 14                   | 41° 34′ 46″ N, 2° 30′ 29″ E / 41.579320°N,2.507953°E     | IPA-8991  | Can Xaró (Sant Vicenç de Montalt) · Vegeu més fotos d'aquest monument · Carregueu una nova foto d'aquest monument                                 |
| Can Riera                                               |           | Obra popular XVIII                               | Sant Vicenç de Montalt                                | 41° 34′ 37″ N, 2° 30′ 26″ E / 41.57699°N,2.50729°E       | IPA-8992  | Can Riera (Sant Vicenç de Montalt) · Modifica el valor a Wikidata · Carregueu una nova foto d'aquest monument                                     |
| Cal Ferrer de la Plaça                                  |           | Obra popular XVII                                | Sant Vicenç de Montalt C. Sant Antoni, 2              | 41° 34′ 43″ N, 2° 30′ 31″ E / 41.57867°N,2.50862°E       | IPA-8993  | Cal Ferrer de la Plaça (Sant Vicenç de Montalt) · Vegeu més fotos d'aquest monument · Carregueu una nova foto d'aquest monument                   |
| Can Mir                                                 |           | Eclecticisme Enric Sagnier Vilavecchia XX (1905) | Sant Vicenç de Montalt Carrer de Can Patoi, 15        | 41° 34′ 15″ N, 2° 30′ 21″ E / 41.57071°N,2.50573°E       | IPA-8994  | Carregueu una nova foto d'aquest monument |
| Can Mir del Raval Baix                                  |           | Darreres tendències XX                           | Sant Vicenç de Montalt Raval Baix Poble               | 41° 34′ 13″ N, 2° 30′ 22″ E / 41.57021°N,2.50616°E       | IPA-8995  | Carregueu una nova foto d'aquest monument |
| Can Torrens                                             |           | Obra popular                                     | Sant Vicenç de Montalt Plaça del Poble, 6             | 41° 34′ 44″ N, 2° 30′ 31″ E / 41.57887°N,2.50849°E       | IPA-8996  | Can Torrens (Sant Vicenç de Montalt) · Vegeu més fotos d'aquest monument · Carregueu una nova foto d'aquest monument                              |
| Carrer de l'Església                                    |           | Obra popular                                     | Sant Vicenç de Montalt C. de l'Església               | 41° 34′ 41″ N, 2° 30′ 35″ E / 41.57805°N,2.50972°E       | IPA-8997  | Carrer de l'Església (Sant Vicenç de Montalt) · Vegeu més fotos d'aquest monument · Carregueu una nova foto d'aquest monument                     |
| Carrer de Dalt                                          |           | Obra popular XVIII                               | Sant Vicenç de Montalt C. de Dalt                     | 41° 34′ 44″ N, 2° 30′ 22″ E / 41.57898°N,2.50619°E       | IPA-8998  | Carrer de Dalt (Sant Vicenç de Montalt) · Vegeu més fotos d'aquest monument · Carregueu una nova foto d'aquest monument                           |
| Cal Peó, o Can Ventura                                  |           | Obra popular                                     | Sant Vicenç de Montalt Baixada de la Riera            | 41° 34′ 42″ N, 2° 30′ 28″ E / 41.57838°N,2.50785°E       | IPA-8999  | Cal Peó (Sant Vicenç de Montalt) · Vegeu més fotos d'aquest monument · Carregueu una nova foto d'aquest monument                                  |
| Cases de carrer                                         |           | Obra popular XVIII                               | Sant Vicenç de Montalt C. Nou                         |                                                          | IPA-9000  | Carregueu una nova foto d'aquest monument |
| Els Arcs, casa de carrer, antic Restaurant del Camí Ral |           | Obra popular XVIII                               | Sant Vicenç de Montalt Carrer de les Animes, 39       | 41° 33′ 57″ N, 2° 31′ 06″ E / 41.56581°N,2.51835°E       | IPA-9001  | Els Arcs (Sant Vicenç de Montalt) · Vegeu més fotos d'aquest monument · Carregueu una nova foto d'aquest monument                                 |
| Can Carles                                              |           | Obra popular XVIII                               | Sant Vicenç de Montalt C. Sant Antoni, 8-10           | 41° 34′ 43″ N, 2° 30′ 31″ E / 41.57857°N,2.50874°E       | IPA-9002  | Can Carles (Sant Vicenç de Montalt) · Vegeu més fotos d'aquest monument · Carregueu una nova foto d'aquest monument                               |
| Can Sala                                                |           | Obra popular XVIII                               | Sant Vicenç de Montalt C. Nou, 1                      | 41° 34′ 44″ N, 2° 30′ 25″ E / 41.57886°N,2.50708°E       | IPA-9003  | Can Sala (Sant Vicenç de Montalt) · Vegeu més fotos d'aquest monument · Carregueu una nova foto d'aquest monument                                 |
| Can Miquel Ferran                                       |           | Obra popular XVIII                               | Sant Vicenç de Montalt Passeig de Sant Joan, 13       | 41° 34′ 43″ N, 2° 30′ 29″ E / 41.57849°N,2.50808°E       | IPA-9004  | Can Miquel Ferran (Sant Vicenç de Montalt) · Vegeu més fotos d'aquest monument · Carregueu una nova foto d'aquest monument                        |
| Casa a la baixada de la Riba                            |           | Obra popular XVII                                | Sant Vicenç de Montalt Baixada de la Riba             | 41° 34′ 42″ N, 2° 30′ 27″ E / 41.57839°N,2.50763°E       | IPA-9005  | Casa a la Baixada de la Riba (Sant Vicenç de Montalt) · Vegeu més fotos d'aquest monument · Carregueu una nova foto d'aquest monument             |
| Can Rita                                                |           | Obra popular XVIII                               | Sant Vicenç de Montalt Carrer de Dalt, 1              | 41° 34′ 45″ N, 2° 30′ 23″ E / 41.5793°N,2.50648°E        | IPA-9006  | Can Rita (Sant Vicenç de Montalt) · Vegeu més fotos d'aquest monument · Carregueu una nova foto d'aquest monument                                 |
| Carrer de Sant Antoni                                   |           | Obra popular                                     | Sant Vicenç de Montalt C. Sant Antoni                 | 41° 34′ 41″ N, 2° 30′ 34″ E / 41.578071°N,2.50942°E      | IPA-9007  | Carrer de Sant Antoni (Sant Vicenç de Montalt) · Vegeu més fotos d'aquest monument · Carregueu una nova foto d'aquest monument                    |
| Can Jordi                                               |           | Obra popular XVIII, XIX                          | Sant Vicenç de Montalt Raval de Baix Poble            | 41° 34′ 31″ N, 2° 30′ 27″ E / 41.5752°N,2.50746°E        | IPA-9008  | Can Jordi (Sant Vicenç de Montalt) · Vegeu més fotos d'aquest monument · Carregueu una nova foto d'aquest monument                                |
| Can Campeny                                             |           | Neoclassicisme XIX                               | Sant Vicenç de Montalt C. de Baix                     | 41° 34′ 45″ N, 2° 30′ 32″ E / 41.5791°N,2.50892°E        | IPA-9009  | Carregueu una nova foto d'aquest monument |
| Can Gasull                                              |           | Obra popular XVIII                               | Sant Vicenç de Montalt Passeig de Can Gasull, 20      | 41° 34′ 47″ N, 2° 30′ 38″ E / 41.57977°N,2.51061°E       | IPA-9010  | Can Gasull (Sant Vicenç de Montalt) · Vegeu més fotos d'aquest monument · Carregueu una nova foto d'aquest monument                               |
| Ca l'Angeleta Neula                                     |           | Obra popular XVIII                               | Sant Vicenç de Montalt Arrabal Font Mitjana           | 41° 34′ 50″ N, 2° 30′ 26″ E / 41.58065°N,2.50726°E       | IPA-9011  | Ca l'Angeleta Neula (Sant Vicenç de Montalt) · Modifica el valor a Wikidata · Carregueu una nova foto d'aquest monument                           |
| Cases de carrer                                         |           | Obra popular XIX                                 | Sant Vicenç de Montalt C. Sant Antoni                 |                                                          | IPA-9012  | Carregueu una nova foto d'aquest monument |
| Can Pera                                                |           | Obra popular XVIII                               | Sant Vicenç de Montalt C. de Dalt, 4                  | 41° 34′ 46″ N, 2° 30′ 23″ E / 41.579440°N,2.506439°E     | IPA-9013  | Can Pera (Sant Vicenç de Montalt) · Vegeu més fotos d'aquest monument · Carregueu una nova foto d'aquest monument                                 |
| La Fonda                                                |           | Obra popular XVIII                               | Sant Vicenç de Montalt Baixada de la Riba             | 41° 34′ 42″ N, 2° 30′ 28″ E / 41.57838°N,2.5077°E        | IPA-9014  | La Fonda (Sant Vicenç de Montalt) · Vegeu més fotos d'aquest monument · Carregueu una nova foto d'aquest monument                                 |
| Can Ferran                                              |           | Obra popular XVIII                               | Sant Vicenç de Montalt C. Major                       | 41° 34′ 47″ N, 2° 30′ 28″ E / 41.57967°N,2.50769°E       | IPA-9015  | Can Ferran (Sant Vicenç de Montalt) · Modifica el valor a Wikidata · Carregueu una nova foto d'aquest monument                                    |
| Torre al passeig Marítim, 16                            |           | Noucentisme XX Inici                             | Sant Vicenç de Montalt Pg. Marítim, 16                | 41° 33′ 51″ N, 2° 31′ 02″ E / 41.5641°N,2.51733°E        | IPA-9016  | Torre al passeig Marítim, 16 (Sant Vicenç de Montalt) · Vegeu més fotos d'aquest monument · Carregueu una nova foto d'aquest monument             |
| Torre al passeig Marítim, 15                            |           | Noucentisme XX                                   | Sant Vicenç de Montalt Pg. Marítim, 15                | 41° 33′ 51″ N, 2° 31′ 04″ E / 41.56426°N,2.51767°E       | IPA-9017  | Torre al passeig Marítim, 15 (Sant Vicenç de Montalt) · Vegeu més fotos d'aquest monument · Carregueu una nova foto d'aquest monument             |
| Can Parra                                               |           | Noucentisme XX                                   | Sant Vicenç de Montalt Carrer Boada, 21               | 41° 33′ 54″ N, 2° 30′ 44″ E / 41.56497°N,2.51233°E       | IPA-9018  | Can Parra (Sant Vicenç de Montalt) · Vegeu més fotos d'aquest monument · Carregueu una nova foto d'aquest monument                                |
| Edifici al passeig Marítim, 18                          |           | Noucentisme XX Inici                             | Sant Vicenç de Montalt Pg. Marítim, 18                | 41° 33′ 50″ N, 2° 31′ 00″ E / 41.56389°N,2.51679°E       | IPA-9019  | Edifici al passeig Marítim, 18 (Sant Vicenç de Montalt) · Vegeu més fotos d'aquest monument · Carregueu una nova foto d'aquest monument           |
| Na Riteta                                               |           | Obra popular XX Inici                            | Sant Vicenç de Montalt C. de Sant Antoni              | 41° 34′ 44″ N, 2° 30′ 32″ E / 41.57882°N,2.50889°E       | IPA-9021  | Na Riteta (Sant Vicenç de Montalt) · Modifica el valor a Wikidata · Carregueu una nova foto d'aquest monument                                     |
| Can Móra de Baix                                        |           | Obra popular XVI                                 | Sant Vicenç de Montalt C. Major, 7                    | 41° 34′ 46″ N, 2° 30′ 28″ E / 41.579440°N,2.507778°E     | IPA-9022  | Can Móra de Baix (Sant Vicenç de Montalt) · Vegeu més fotos d'aquest monument · Carregueu una nova foto d'aquest monument                         |
| Torre al passeig Marítim, 9                             |           | Noucentisme XX                                   | Sant Vicenç de Montalt Pg. Marítim, 9                 | 41° 33′ 55″ N, 2° 31′ 10″ E / 41.56514°N,2.5194°E        | IPA-9023  | Torre al passeig Marítim, 9 (Sant Vicenç de Montalt) · Vegeu més fotos d'aquest monument · Carregueu una nova foto d'aquest monument              |
| Conjunt noucentista a la façana marítima                |           | Noucentisme XX                                   | Sant Vicenç de Montalt Pg. Marítim                    | 41° 33′ 53″ N, 2° 31′ 06″ E / 41.56464381°N,2.51825956°E | IPA-9024  | Conjunt noucentista a la façana marítima (Sant Vicenç de Montalt) · Vegeu més fotos d'aquest monument · Carregueu una nova foto d'aquest monument |
| Torre al passeig Marítim, 6                             |           | Noucentisme XX Inici                             | Sant Vicenç de Montalt Pg. Marítim, 6                 | 41° 33′ 56″ N, 2° 31′ 13″ E / 41.56547°N,2.52015°E       | IPA-9025  | Torre al passeig Marítim, 6 (Sant Vicenç de Montalt) · Vegeu més fotos d'aquest monument · Carregueu una nova foto d'aquest monument              |
| Can Sans                                                |           | Noucentisme XX                                   | Sant Vicenç de Montalt Pg. Marítim, 7                 | 41° 33′ 55″ N, 2° 31′ 12″ E / 41.56537°N,2.51987°E       | IPA-9026  | Can Sans (Sant Vicenç de Montalt) · Vegeu més fotos d'aquest monument · Carregueu una nova foto d'aquest monument                                 |
| Edifici al passeig Marítim, 12                          |           | Noucentisme XX                                   | Sant Vicenç de Montalt Pg. Marítim, 12                | 41° 33′ 53″ N, 2° 31′ 07″ E / 41.56468°N,2.51853°E       | IPA-9027  | Edifici al passeig Marítim, 12 (Sant Vicenç de Montalt) · Vegeu més fotos d'aquest monument · Carregueu una nova foto d'aquest monument           |
| Torre al passeig Marítim, 13                            |           | Noucentisme XX                                   | Sant Vicenç de Montalt Pg. Marítim, 13                | 41° 33′ 52″ N, 2° 31′ 06″ E / 41.56454°N,2.51828°E       | IPA-9028  | Torre al passeig Marítim, 13 (Sant Vicenç de Montalt) · Vegeu més fotos d'aquest monument · Carregueu una nova foto d'aquest monument             |
| Torre al passeig Marítim, 14                            |           | Noucentisme XX                                   | Sant Vicenç de Montalt Pg. Marítim, 14                | 41° 33′ 52″ N, 2° 31′ 04″ E / 41.56438°N,2.51791°E       | IPA-9029  | Torre al passeig Marítim, 14 (Sant Vicenç de Montalt) · Vegeu més fotos d'aquest monument · Carregueu una nova foto d'aquest monument             |
| Casa Nova                                               |           | Obra popular XVIII                               | Sant Vicenç de Montalt Av. del Regadiu                | 41° 34′ 37″ N, 2° 30′ 21″ E / 41.57685°N,2.50591°E       | IPA-9030  | Casa Nova (Sant Vicenç de Montalt) · Vegeu més fotos d'aquest monument · Carregueu una nova foto d'aquest monument                                |
| Can Gabriel, o Can Ferrer                               |           | Obra popular XVIII                               | Sant Vicenç de Montalt Pl. de l'Església              | 41° 34′ 42″ N, 2° 30′ 35″ E / 41.5784°N,2.50962°E        | IPA-9031  | Carregueu una nova foto d'aquest monument |
| Casa dels Pagesos                                       |           | Obra popular XX                                  | Sant Vicenç de Montalt Pg. de Sant Joan               | 41° 34′ 40″ N, 2° 30′ 32″ E / 41.57788°N,2.50881°E       | IPA-9032  | Carregueu una nova foto d'aquest monument |
| Cases                                                   |           | Noucentisme XX                                   | Sant Vicenç de Montalt Pg. de Can Boada (Enderrocada) | 41° 33′ 54″ N, 2° 30′ 45″ E / 41.56487°N,2.51252°E       | IPA-9034  | Carregueu una nova foto d'aquest monument |
| Vila Blanca                                             |           | Noucentisme XX                                   | Sant Vicenç de Montalt Passeig dels Pins, 37          | 41° 34′ 04″ N, 2° 30′ 36″ E / 41.5678058°N,2.5099343°E   | IPA-9035  | Vila Blanca (Sant Vicenç de Montalt) · Vegeu més fotos d'aquest monument · Carregueu una nova foto d'aquest monument                              |
| Can Serra, o el Forn                                    |           | Obra popular                                     | Sant Vicenç de Montalt Raval Baix Poble               | 41° 33′ 52″ N, 2° 30′ 25″ E / 41.56448°N,2.50708°E       | IPA-9036  | Carregueu una nova foto d'aquest monument |
| Can Joanet Ferran i Can Carbonell                       |           | Obra popular XIX                                 | Sant Vicenç de Montalt C. Sant Josep                  | 41° 34′ 46″ N, 2° 30′ 28″ E / 41.57948°N,2.50765°E       | IPA-9037  | Can Joanet Ferran i Can Carbonell (Sant Vicenç de Montalt) · Modifica el valor a Wikidata · Carregueu una nova foto d'aquest monument             |
| Porxo de Can Baró                                       |           | Obra popular XX Inici                            | Sant Vicenç de Montalt                                | 41° 34′ 41″ N, 2° 30′ 34″ E / 41.57803°N,2.50949°E       | IPA-9038  | Porxo de Can Baró (Sant Vicenç de Montalt) · Vegeu més fotos d'aquest monument · Carregueu una nova foto d'aquest monument                        |
| Delme                                                   |           | Noucentisme XX                                   | Sant Vicenç de Montalt C. de Sant Antoni, 9           | 41° 34′ 43″ N, 2° 30′ 32″ E / 41.5787°N,2.50897°E        | IPA-9039  | Delme (Sant Vicenç de Montalt) · Vegeu més fotos d'aquest monument · Carregueu una nova foto d'aquest monument                                    |
| Can Mas                                                 |           | Obra popular XIX                                 | Sant Vicenç de Montalt C. de l'Església               | 41° 34′ 42″ N, 2° 30′ 36″ E / 41.57839°N,2.51007°E       | IPA-9040  | Can Mas (Sant Vicenç de Montalt) · Modifica el valor a Wikidata · Carregueu una nova foto d'aquest monument                                       |
| Cal Marial, o Can Jové                                  |           | Eclecticisme XX (1916)                           | Sant Vicenç de Montalt Raval Baix Poble               | 41° 34′ 08″ N, 2° 31′ 04″ E / 41.56892°N,2.51766°E       | IPA-9041  | Cal Marial (Sant Vicenç de Montalt) · Vegeu més fotos d'aquest monument · Carregueu una nova foto d'aquest monument                               |
| Cal Capellà, o Rectoria                                 |           | Obra popular XVIII                               | Sant Vicenç de Montalt Pl. de l'Església              | 41° 34′ 43″ N, 2° 30′ 33″ E / 41.57862°N,2.5091°E        | IPA-9042  | Cal Capellà (Sant Vicenç de Montalt) · Vegeu més fotos d'aquest monument · Carregueu una nova foto d'aquest monument                              |
| Antic ajuntament, ara casal de cultura                  |           | Eclecticisme XIX                                 | Sant Vicenç de Montalt Plaça del Poble, 5             | 41° 34′ 44″ N, 2° 30′ 30″ E / 41.57894°N,2.5084°E        | IPA-9043  | Ajuntament (Sant Vicenç de Montalt) · Vegeu més fotos d'aquest monument · Carregueu una nova foto d'aquest monument                               |
| Can Valls, o Parc dels Hermanos                         |           | Obra popular XX Inici                            | Sant Vicenç de Montalt Raval Baix Poble               | 41° 34′ 05″ N, 2° 30′ 52″ E / 41.56803°N,2.51442°E       | IPA-9044  | Can Valls (Sant Vicenç de Montalt) · Vegeu més fotos d'aquest monument · Carregueu una nova foto d'aquest monument                                |
| Pont de la riera                                        |           | Obra popular XX                                  | Sant Vicenç de Montalt Riera del Ranxo, 9             | 41° 34′ 48″ N, 2° 30′ 24″ E / 41.57998°N,2.50664°E       | IPA-9045  | Pont de la riera (Sant Vicenç de Montalt) · Vegeu més fotos d'aquest monument · Carregueu una nova foto d'aquest monument                         |
| Can Misser                                              |           | Barroc XVI                                       | Sant Vicenç de Montalt Raval Font Mitjana             | 41° 35′ 04″ N, 2° 30′ 04″ E / 41.58452°N,2.5011°E        | IPA-9046  | Carregueu una nova foto d'aquest monument |
| Can Móra de Dalt                                        |           | Obra popular XVIII                               | Sant Vicenç de Montalt Raval Font Mitjana, 3          | 41° 34′ 56″ N, 2° 30′ 20″ E / 41.582220°N,2.505556°E     | IPA-9047  | Can Móra de Dalt (Sant Vicenç de Montalt) · Vegeu més fotos d'aquest monument · Carregueu una nova foto d'aquest monument                         |
| Can Busquets, o Can Brunet                              |           | Obra popular XVI                                 | Sant Vicenç de Montalt C. Major, 13                   | 41° 34′ 48″ N, 2° 30′ 26″ E / 41.57991°N,2.50735°E       | IPA-9048  | Can Busquets (Sant Vicenç de Montalt) · Vegeu més fotos d'aquest monument · Carregueu una nova foto d'aquest monument                             |
| Can Coll, o Can Ramis                                   |           | Obra popular XVI                                 | Sant Vicenç de Montalt Carrer de Sant Antoni, 15      | 41° 34′ 40″ N, 2° 30′ 34″ E / 41.57778°N,2.50958°E       | IPA-9049  | Can Coll (Sant Vicenç de Montalt) · Vegeu més fotos d'aquest monument · Carregueu una nova foto d'aquest monument                                 |
| La Mongia                                               |           | Obra popular XVI                                 | Sant Vicenç de Montalt Carrer D la Mongia, 8          | 41° 34′ 49″ N, 2° 30′ 28″ E / 41.58033°N,2.50786°E       | IPA-9050  | La Mongia (Sant Vicenç de Montalt) · Vegeu més fotos d'aquest monument · Carregueu una nova foto d'aquest monument                                |
| Església de Sant Vicenç de Montalt                      |           | Gòtic tardà XVI                                  | Sant Vicenç de Montalt Pl. de l'Església              | 41° 34′ 42″ N, 2° 30′ 34″ E / 41.57845°N,2.50932°E       | IPA-9051  | Església de Sant Vicenç (Sant Vicenç de Montalt) · Vegeu més fotos d'aquest monument · Carregueu una nova foto d'aquest monument                  |
| Can Milans del Bosc, o Castell de l'Oliver              |           | Obra popular XVII                                | Sant Vicenç de Montalt Carretera BV-5031, Km 10       | 41° 35′ 14″ N, 2° 31′ 02″ E / 41.58711°N,2.51717°E       | IPA-9052  | Can Milans del Bosc (Sant Vicenç de Montalt) · Vegeu més fotos d'aquest monument · Carregueu una nova foto d'aquest monument                      |
| Creu de terme                                           |           |                                                  | Sant Vicenç de Montalt                                | 41° 33′ 50″ N, 2° 30′ 46″ E / 41.56392662°N,2.5127237°E  | IPA-9053  | Creu de terme (Sant Vicenç de Montalt) · Modifica el valor a Wikidata · Carregueu una nova foto d'aquest monument                                 |
| Torre de Can Valls, o Hermanos Gabrielistes             |           | Obra popular XVI                                 | Sant Vicenç de Montalt Carrer de la Torrassa, 114     | 41° 34′ 03″ N, 2° 30′ 54″ E / 41.56753°N,2.515°E         | IPA-9054  | Torre de Can Valls (Sant Vicenç de Montalt) · Vegeu més fotos d'aquest monument · Carregueu una nova foto d'aquest monument                       |
| Torre de Can Brunet                                     |           | Obra popular XV                                  | Sant Vicenç de Montalt                                | 41° 34′ 47″ N, 2° 30′ 26″ E / 41.57982°N,2.5073°E        | IPA-19851 | Torre de Can Brunet (Sant Vicenç de Montalt) · Modifica el valor a Wikidata · Carregueu una nova foto d'aquest monument                           |
| Casa de carrer                                          |           | Obra popular XVIII                               | Sant Vicenç de Montalt Carrer de les Animes, 43-45    | 41° 33′ 57″ N, 2° 31′ 07″ E / 41.56588°N,2.5185°E        | IPA-19853 | Casa de carrer (Sant Vicenç de Montalt) · Vegeu més fotos d'aquest monument · Carregueu una nova foto d'aquest monument                           |
| Cases de les Ànimes                                     |           | Obra popular XVIII                               | Sant Vicenç de Montalt Carrer de les Animes, 51       | 41° 33′ 58″ N, 2° 31′ 08″ E / 41.56601°N,2.51877°E       | IPA-19852 | Cases de les Ànimes (Sant Vicenç de Montalt) · Vegeu més fotos d'aquest monument · Carregueu una nova foto d'aquest monument                      |